# Енді Ейрфікс
Енді Ейрфікс (англ. Andie Airfix) — британський дизайнер, автор обкладинок музичних альбомів Def Leppard, Metallica та інших гуртів.

## Біографія
Енді Ейрфікс народився в Шотландії, а виріс в англійському графстві Чешир. Ще підлітком його зацікавило оформлення батьківських платівок і він створював для них альтернативні обкладинки. Деякий час Ейрфікс працював вчителем, але потім влаштувався оформлювачем музичних закладів.
Під час роботи над інтер'єром лондонського клубу Blitz Club Ейрфікс познайомився з представниками музичної індустрії та почав отримувати перші замовлення на створення обкладинок. Одним з перших гучних проєктів стало оформлення альбому гурту Thompson Twins Quick Step and Side Kick (1983). В середині 1980-х років Ейрфікс намалював обкладинки альбомів рок-гурту Def Leppard — Pyromania (1983) та Hysteria (1987). Протягом дев'яностих років Ейрфікс співпрацював з Rolling Stones, Полом Маккартні, Guns N' Roses, Metallica, Led Zeppelin та багатьма іншими виконавцями.
Роботи Ейрфікса принесли йому визнання з боку найбільших світових музичних зірок. Пол Маккартні згадував дизайнера під час інтерв'ю в часописі «Білборд», відзначаючи «мотив ока», який повторювався в оформленні бокс-сету The McCartney Years. Metallica не тільки довірила Ейрфіксу обкладинки Garage Inc. та S&M, але й брала його з собою на концерти, виділяючи VIP-місця, а коли вмерла мати Ейрфікса, Ларс Ульрих замовив дизайнерові квиток першим класом до Сан-Франциско.
2010 року Енді Ейрфікс переїхав до Брайтона, де жив разом з чоловіком Річардом. Ейрфікс помер 2018 року, у віці 72 років.